# 3997 Taga
3997 Taga је астероид главног астероидног појаса са средњом удаљеношћу од Сунца која износи 2,423 астрономских јединица (АЈ).
Апсолутна магнитуда астероида је 13,2.